# Mjøndalen Idrettsforening 2019
Questa voce raccoglie le informazioni riguardanti il Fotballklubben Haugesund nelle competizioni ufficiali della stagione 2019.

## Stagione
Il Mjøndalen ha chiuso la stagione al 13º posto finale, mentre l'avventura nel Norgesmesterskapet si è chiusa ai quarti di finale, con l'eliminazione subita per mano dell'Haugesund. I calciatori più utilizzati in stagione sono stati Quint Jansen e Sondre Solholm Johansen, con 34 presenze ciascuno, collezionate tra campionato e coppa. Tonny Brochmann e lo stesso Solholm Johansen sono stati anche i migliori marcatori, a quota 8 reti tra campionato e coppa.

## Maglie e sponsor
Lo sponsor tecnico per la stagione 2019 è stato Umbro, mentre lo sponsor ufficiale è stato Sparebanken Øst. La divisa casalinga era composta da una maglietta marrone con rifiniture bianche, pantaloncini e calzettoni bianchi. Quella da trasferta era invece costituita da una maglietta bianca, con pantaloncini e calzettoni neri.
| Casa | Trasferta |

## Rosa
| N. |                           | Ruolo | Calciatore              |
| -- | ------------------------- | ----- | ----------------------- |
| 1  | Iran (bandiera)           | P     | Sosha Makani            |
| 2  | Paesi Bassi (bandiera)    | D     | Quint Jansen            |
| 3  | Norvegia (bandiera)       | D     | Vetle Dragsnes          |
| 4  | Norvegia (bandiera)       | D     | William Sælid Sell      |
| 5  | Norvegia (bandiera)       | D     | Alexander Betten Hansen |
| 6  | Norvegia (bandiera)       | D     | Joackim Olsen Solberg   |
| 7  | Danimarca (bandiera)      | C     | Tonny Brochmann         |
| 8  | Norvegia (bandiera)       | A     | Fredrik Brustad         |
| 9  | Norvegia (bandiera)       | A     | Sondre Liseth           |
| 10 | Canada (bandiera)         | A     | Olivier Occéan          |
| 11 | Norvegia (bandiera)       | C     | Christian Gauseth       |
| 12 | Norvegia (bandiera)       | P     | Julian Faye Lund        |
| 13 | Norvegia (bandiera)       | P     | Erik Hejer              |
| 14 | Costa d'Avorio (bandiera) | C     | Vamouti Diomande        |
| 15 | Norvegia (bandiera)       | C     | Mathias Fredriksen      |
| 16 | Islanda (bandiera)        | C     | Dagur Dan Þórhallsson   |
| 19 | Svezia (bandiera)         | C     | Pontus Silfwer          |

| N. |                       | Ruolo | Calciatore              |
| -- | --------------------- | ----- | ----------------------- |
| 20 | Nigeria (bandiera)    | D     | Akeem Latifu            |
| 21 | Kenya (bandiera)      | A     | Alfred Scriven          |
| 22 | Svezia (bandiera)     | A     | Jacob Bergström         |
| 22 | Norvegia (bandiera)   | C     | Henrik Gulden           |
| 23 | Norvegia (bandiera)   | C     | Sondre Solholm Johansen |
| 24 | Norvegia (bandiera)   | D     | Erick Sagbakken         |
| 25 | Camerun (bandiera)    | P     | Georges Bokwé           |
| 26 | Norvegia (bandiera)   | A     | Gustav Helling          |
| 27 | Norvegia (bandiera)   | A     | Frank Bamenye           |
| 28 | Norvegia (bandiera)   | D     | Martin Bøthun           |
| 29 | Norvegia (bandiera)   | C     | Tobias Karlsen          |
| 30 | Norvegia (bandiera)   | C     | Aristide Sagbakken      |
| 31 | Gambia (bandiera)     | A     | Jibril Bojang           |
| 32 | Portogallo (bandiera) | P     | Jorge Vieira            |
| 32 | Norvegia (bandiera)   | P     | Mathias Eriksen Ranmark |
| 33 | Norvegia (bandiera)   | C     | Stian Semb Aasmundsen   |
| 34 | Norvegia (bandiera)   | D     | Per-Magnus Steiring     |

## Calciomercato

### Sessione invernale(dal 09/01 al 01/04)
| Arrivi           | Arrivi                  | Arrivi          | Arrivi        |
| R.               | Nome                    | da              | Modalità      |
| ---------------- | ----------------------- | --------------- | ------------- |
| P                | Mathias Eriksen Ranmark | Molde           | prestito      |
| P                | Julian Faye Lund        | Rosenborg       | prestito      |
| P                | Mladen Živković         | Radnički Niš    | definitivo    |
| D                | Akeem Latifu            |                 | svincolato    |
| C                | Dagur Dan Þórhallsson   | Keflavík        | prestito      |
| C                | Stian Semb Aasmundsen   | Kristiansund BK | definitivo    |
| A                | Fredrik Brustad         | Molde           | definitivo    |
| A                | Sondre Liseth           | Nest-Sotra      | definitivo    |
| Altre operazioni |                         |                 |               |
| R.               | Nome                    | da              | Modalità      |
| C                | Sebastian Hansen        | Ørn-Horten      | fine prestito |
| A                | Andreas Hellum          | Nybergsund      | fine prestito |

| Partenze | Partenze          | Partenze      | Partenze      |
| R.       | Nome              | a             | Modalità      |
| -------- | ----------------- | ------------- | ------------- |
| P        | Anders Klemensson | Pors Grenland | fine prestito |
| P        | Øyvind Knutsen    |               | svincolato    |
| P        | Mladen Živković   |               | svincolato    |
| C        | Mads Gundersen    |               | svincolato    |
| C        | Sebastian Hansen  | Notodden      | prestito      |
| C        | Jonathan Lindseth |               | svincolato    |
| A        | Ousseynou Boye    |               | svincolato    |
| A        | Andreas Hellum    | Strømmen      | prestito      |

### Sessione estiva(dal 01/08 al 31/08)
| Arrivi           | Arrivi                | Arrivi     | Arrivi     |
| R.               | Nome                  | da         | Modalità   |
| ---------------- | --------------------- | ---------- | ---------- |
| P                | Jorge Vieira          | Ørn-Horten | definitivo |
| C                | Pontus Silfwer        | Halmstad   | definitivo |
| A                | Jacob Bergström       | Mjällby    | definitivo |
| Altre operazioni |                       |            |            |
| R.               | Nome                  | da         | Modalità   |
| C                | Dagur Dan Þórhallsson | Keflavík   | definitivo |

| Partenze | Partenze                | Partenze        | Partenze      |
| R.       | Nome                    | a               | Modalità      |
| -------- | ----------------------- | --------------- | ------------- |
| P        | Mathias Eriksen Ranmark | Molde           | fine prestito |
| P        | Sosha Makani            |                 | svincolato    |
| C        | Vamouti Diomande        | Ullensaker/Kisa | prestito      |
| C        | Dagur Dan Þórhallsson   | Kvik Halden     | prestito      |
| A        | Alfred Scriven          | Ullensaker/Kisa | prestito      |

### Dopo la sessione estiva
| Arrivi | Arrivi              | Arrivi  | Arrivi   |
| R.     | Nome                | da      | Modalità |
| ------ | ------------------- | ------- | -------- |
| D      | Per-Magnus Steiring | Sogndal | prestito |

| Partenze | Partenze | Partenze | Partenze |
| R.       | Nome     | a        | Modalità |
| -------- | -------- | -------- | -------- |

## Risultati

### Eliteserien

#### Girone di andata
| Arbitro: | Hagenes (Flaktveit) |

|                       |           |  |
| Vilhjálmsson 19’, 69’ | Marcatori |  |

| Arbitro: | Hobber Nilsen (Oslo) |

|                                                                      |           |                                                                    |
| Brochmann 45’ (rig.) Solholm Johansen 48’ Sælid Sell 60’ Scriven 90’ | Marcatori | 20’ Konradsen 36’ (rig.) Leikvoll Moberg 71’, 75’ Herrem 90’ Evjen |

| Arbitro: | Hafsås (Trondheim) |

|                             |           |                                                    |
| L. Sætra 11’ Abdellaoue 64’ | Marcatori | 9’ Solholm Johansen 19’ Semb Aasmundsen 41’ Occéan |

| Arbitro: | Eskås (Oslo) |

|                      |           |                 |
| Brochmann 11’ (rig.) | Marcatori | 54’ O. Valakari |

| Arbitro: | Hagen (Grue) |

|          |           |             |
| Næss 55’ | Marcatori | 17’ Gauseth |

| Arbitro: | Hansen (Feda) |

|            |           |  |
| Liseth 90’ | Marcatori |  |

| Arbitro: | Døvle (Larvik) |

|                |           |  |
| Haraldseid 61’ | Marcatori |  |

| Arbitro: | Hagenes (Flaktveit) |

|                                    |           |                              |
| Solholm Johansen 33’ Brochmann 45’ | Marcatori | 59’ Salquist 78’ Lehne Olsen |

| Arbitro: | Hagen (Grue) |

|                                             |           |                                   |
| Reginiussen 27’ de Lanlay 30’ Søderlund 66’ | Marcatori | 39’ Semb Aasmundsen 65’ Brochmann |

| Arbitro: | Eskås (Oslo) |

|            |           |                               |
| Occéan 76’ | Marcatori | 21’, 41’, 72’ Wadji 86’ Leite |

| Arbitro: | Kjensli (Oslo) |

|             |           |          |
| Gauseth 22’ | Marcatori | 85’ Diop |

| Arbitro: | Døvle (Larvik) |

|             |           |            |
| Karlsen 29’ | Marcatori | 15’ Jansen |

| Arbitro: | Steen (Bergen) |

|             |           |                 |
| Scriven 54’ | Marcatori | 38’ Friðjónsson |

| Bergen 5 luglio 2019, ore 19:00 14ª giornata | Brann        | 0 – 0 referto | Mjøndalen | Brann Stadion (10.039 spett.)\| Arbitro: \| Hagen (Grue) \| |
| Arbitro:                                     | Hagen (Grue) |               |           |                                                             |

| Arbitro: | Døvle (Larvik) |

|                                 |           |  |
| Occéan 57’ Brochmann 83’ (rig.) | Marcatori |  |

#### Girone di ritorno
| Arbitro: | Hafsås (Trondheim) |

|                           |           |                        |
| O. Valakari 38’ Azemi 51’ | Marcatori | 55’ Gauseth 68’ Liseth |

| Arbitro: | Kjensli (Oslo) |

|                                                                |           |                 |
| Smárason 13’ (rig.) Kind Mikalsen 36’ Olsen Solberg 48’ (aut.) | Marcatori | 10’, 70’ Occéan |

| Arbitro: | Døvle (Larvik) |

|                                 |           |           |
| Semb Aasmundsen 8’ Dragsnes 59’ | Marcatori | 19’ Bamba |

| Arbitro: | Smehus Kringstad |

|                                                  |           |  |
| Psyché 14’ Sørli 45’ Pellegrino 47’ Kastrati 59’ | Marcatori |  |

| Arbitro: | Eskås (Oslo) |

|            |           |                             |
| Liseth 90’ | Marcatori | 24’ Omoijuanfo 55’ Knudtzon |

| Haugesund 15 settembre 2019, ore 18:00 21ª giornata | Haugesund     | 0 – 0 referto | Mjøndalen | Haugesund Stadion (3.512 spett.)\| Arbitro: \| Hansen (Feda) \| |
| Arbitro:                                            | Hansen (Feda) |               |           |                                                                 |

| Arbitro: | Hobber Nilsen (Oslo) |

|           |           |                                               |
| Occéan 6’ | Marcatori | 15’ (rig.) Søderlund 51’ (aut.) Olsen Solberg |

| Arbitro: | Hafsås (Trondheim) |

|                                              |           |                     |
| Østensen 31’ Källman 58’ Hove 69’ Furdal 80’ | Marcatori | 4’ Solholm Johansen |

| Arbitro: | Moen (Haugesund) |

|             |           |              |
| Brustad 52’ | Marcatori | 66’ Salvesen |

| Bodø 21 ottobre 2019, ore 19:00 25ª giornata | Bodø/Glimt           | 0 – 0 referto | Mjøndalen | Aspmyra Stadion (2.782 spett.)\| Arbitro: \| Skjerven (Kaupanger) \| |
| Arbitro:                                     | Skjerven (Kaupanger) |               |           |                                                                      |

| Mjøndalen 27 ottobre 2019, ore 18:00 26ª giornata | Mjøndalen      | 0 – 0 referto | Sarpsborg 08 | Consto Arena (2.273 spett.)\| Arbitro: \| Døvle (Larvik) \| |
| Arbitro:                                          | Døvle (Larvik) |               |              |                                                             |

| Arbitro: | Kjensli (Oslo) |

|                                             |           |                            |
| Børven 45’, 78’ (rig.) Faye Lund 84’ (aut.) | Marcatori | 24’ Brochmann 72’ Dragsnes |

| Arbitro: | Moen (Haugesund) |

|                                                       |           |            |
| Brochmann 31’ (rig.) Gauseth 66’ Solholm Johansen 71’ | Marcatori | 25’ Erlien |

| Arbitro: | Skjerven (Kaupanger) |

|                               |           |  |
| Askildsen 18’ Junker 63’, 80’ | Marcatori |  |

| Arbitro: | Steen (Bergen) |

|             |           |  |
| Brustad 53’ | Marcatori |  |

### Norgesmesterskapet
| Arbitro: | Røvig Sletner |

|  |           |                  |
|  | Marcatori | 54’, 87’ Brustad |

| Arbitro: | Bråten Johannessen |

|                       |           |                                                              |
| Shala 19’, 63’ (rig.) | Marcatori | 8’ Solholm Johansen 22’ Brustad 49’ (rig.) Liseth 69’ Bojang |

| Arbitro: | Smehus Kringstad |

|  |           |                      |
|  | Marcatori | 18’ Solholm Johansen |

| Arbitro: | Eskås (Oslo) |

|  |           |                                               |
|  | Marcatori | 49’, 72’ Semb Aasmundsen 64’ Solholm Johansen |

| Arbitro: | Hagenes (Flaktveit) |

|            |           |                                                  |
| Occéan 84’ | Marcatori | 18’ Baardsen Pedersen 65’ Samuelsen 86’ Kallevåg |

## Statistiche

### Statistiche di squadra
| Competizione       | Punti | In casa | In casa | In casa | In casa | In casa | In casa | In trasferta | In trasferta | In trasferta | In trasferta | In trasferta | In trasferta | Totale | Totale | Totale | Totale | Totale | Totale | DR  |
| Competizione       | Punti | G       | V       | N       | P       | Gf      | Gs      | G            | V            | N            | P            | Gf           | Gs           | G      | V      | N      | P      | Gf     | Gs     | DR  |
| ------------------ | ----- | ------- | ------- | ------- | ------- | ------- | ------- | ------------ | ------------ | ------------ | ------------ | ------------ | ------------ | ------ | ------ | ------ | ------ | ------ | ------ | --- |
| Eliteserien        | 30    | 15      | 5       | 6       | 4       | 22      | 22      | 15           | 1            | 6            | 8            | 16           | 30           | 30     | 6      | 12     | 12     | 38     | 52     | -14 |
| Norgesmesterskapet | -     | 4       | 4       | 0       | 0       | 10      | 2       | 1            | 0            | 0            | 1            | 1            | 3            | 5      | 4      | 0      | 1      | 11     | 5      | +6  |
| Totale             | -     | 19      | 9       | 6       | 4       | 32      | 24      | 16           | 1            | 6            | 9            | 17           | 33           | 35     | 10     | 12     | 13     | 49     | 57     | -8  |

### Andamento in campionato
| Giornata  | 1  | 2  | 3  | 4 | 5  | 6 | 7 | 8 | 9  | 10 | 11 | 12 | 13 | 14 | 15 | 16 | 17 | 18 | 19 | 20 | 21 | 22 | 23 | 24 | 25 | 26 | 27 | 28 | 29 | 30 |
| --------- | -- | -- | -- | - | -- | - | - | - | -- | -- | -- | -- | -- | -- | -- | -- | -- | -- | -- | -- | -- | -- | -- | -- | -- | -- | -- | -- | -- | -- |
| Luogo     | T  | C  | T  | C | T  | C | T | C | T  | C  | C  | T  | C  | T  | C  | T  | T  | C  | T  | C  | C  | C  | T  | C  | T  | C  | T  | C  | T  | C  |
| Risultato | P  | P  | V  | N | N  | V | P | N | P  | P  | N  | N  | N  | N  | V  | N  | P  | V  | P  | P  | T  | P  | P  | N  | N  | N  | P  | V  | P  | V  |
| Posizione | 16 | 16 | 11 | 9 | 13 | 7 | 9 | 9 | 11 | 13 | 13 | 14 | 14 | 14 | 11 | 11 | 12 | 11 | 13 | 13 | 13 | 14 | 14 | 15 | 16 | 15 | 15 | 14 | 15 | 13 |

Fonte:  Eliteserien 2019, su altomfotball.no, Altomfotball.
Legenda:

Luogo: C = Casa; T = Trasferta. Risultato: V = Vittoria; N = Pareggio; P = Sconfitta.

### Statistiche dei giocatori
| Giocatore           | Eliteserien | Eliteserien | Eliteserien | Eliteserien | Norgesmesterskapet | Norgesmesterskapet | Norgesmesterskapet | Norgesmesterskapet | Coppe europee | Coppe europee | Coppe europee | Coppe europee | Altre coppe | Altre coppe | Altre coppe | Altre coppe | Totale   | Totale | Totale      | Totale     |
| Giocatore           | Presenze    | Reti        | Ammonizioni | Espulsioni  | Presenze           | Reti               | Ammonizioni        | Espulsioni         | Presenze      | Reti          | Ammonizioni   | Espulsioni    | Presenze    | Reti        | Ammonizioni | Espulsioni  | Presenze | Reti   | Ammonizioni | Espulsioni |
| ------------------- | ----------- | ----------- | ----------- | ----------- | ------------------ | ------------------ | ------------------ | ------------------ | ------------- | ------------- | ------------- | ------------- | ----------- | ----------- | ----------- | ----------- | -------- | ------ | ----------- | ---------- |
| F. Bamenye          | 2           | 0           | 0           | 0           | 0                  | 0                  | 0                  | 0                  |               |               |               |               |             |             |             |             | 2        | 0      | 0           | 0          |
| J. Bergström        | 10          | 0           | 0           | 0           | 1                  | 0                  | 1                  | 0                  |               |               |               |               |             |             |             |             | 11       | 0      | 1           | 0          |
| A. Betten Hansen    | 8           | 0           | 1           | 0           | 3                  | 0                  | 0                  | 0                  |               |               |               |               |             |             |             |             | 11       | 0      | 1           | 0          |
| J. Bojang           | 13          | 0           | 1           | 0           | 4                  | 1                  | 0                  | 0                  |               |               |               |               |             |             |             |             | 17       | 1      | 1           | 0          |
| G. Bokwé            | 0           | 0           | 0           | 0           | 0                  | 0                  | 0                  | 0                  |               |               |               |               |             |             |             |             | 0        | 0      | 0           | 0          |
| M. Bøthun           | 0           | 0           | 0           | 0           | 0                  | 0                  | 0                  | 0                  |               |               |               |               |             |             |             |             | 0        | 0      | 0           | 0          |
| T. Brochmann        | 29          | 8           | 5           | 0           | 3                  | 0                  | 0                  | 0                  |               |               |               |               |             |             |             |             | 32       | 8      | 5           | 0          |
| F. Brustad          | 30          | 2           | 2           | 0           | 3                  | 3                  | 0                  | 0                  |               |               |               |               |             |             |             |             | 33       | 5      | 2           | 0          |
| V. Diomande         | 2           | 0           | 0           | 0           | 1                  | 0                  | 0                  | 0                  |               |               |               |               |             |             |             |             | 3        | 0      | 0           | 0          |
| V. Dragsnes         | 28          | 2           | 2           | 0           | 5                  | 0                  | 0                  | 0                  |               |               |               |               |             |             |             |             | 33       | 2      | 2           | 0          |
| M. Eriksen Ranmark  | 5           | -10         | 0           | 0           | 2                  | 0                  | 0                  | 0                  |               |               |               |               |             |             |             |             | 7        | -10    | 0           | 0          |
| J. Faye Lund        | 25          | -42         | 1           | 0           | 3                  | -3                 | 0                  | 0                  |               |               |               |               |             |             |             |             | 28       | -45    | 1           | 0          |
| M. Fredriksen       | 2           | 0           | 0           | 0           | 0                  | 0                  | 0                  | 0                  |               |               |               |               |             |             |             |             | 2        | 0      | 0           | 0          |
| C. Gauseth          | 24          | 5           | 2           | 0           | 2                  | 0                  | 1                  | 0                  |               |               |               |               |             |             |             |             | 26       | 5      | 3           | 0          |
| E. Hejer            | 0           | 0           | 0           | 0           | 0                  | 0                  | 0                  | 0                  |               |               |               |               |             |             |             |             | 0        | 0      | 0           | 0          |
| G. Helling          | 0           | 0           | 0           | 0           | 0                  | 0                  | 0                  | 0                  |               |               |               |               |             |             |             |             | 0        | 0      | 0           | 0          |
| Q. Jansen           | 29          | 1           | 3           | 0           | 5                  | 0                  | 1                  | 0                  |               |               |               |               |             |             |             |             | 34       | 1      | 4           | 0          |
| T. Karlsen          | 0           | 0           | 0           | 0           | 0                  | 0                  | 0                  | 0                  |               |               |               |               |             |             |             |             | 0        | 0      | 0           | 0          |
| A. Latifu           | 18          | 0           | 0           | 0           | 4                  | 0                  | 0                  | 0                  |               |               |               |               |             |             |             |             | 22       | 0      | 0           | 0          |
| S. Liseth           | 24          | 3           | 4           | 0           | 5                  | 1                  | 0                  | 0                  |               |               |               |               |             |             |             |             | 29       | 4      | 4           | 0          |
| S. Makani           | 0           | 0           | 0           | 0           | 0                  | 0                  | 0                  | 0                  |               |               |               |               |             |             |             |             | 0        | 0      | 0           | 0          |
| O. Occéan           | 25          | 6           | 1           | 0           | 2                  | 1                  | 0                  | 0                  |               |               |               |               |             |             |             |             | 27       | 7      | 1           | 0          |
| J. Olsen Solberg    | 27          | 0           | 5           | 1           | 3                  | 0                  | 2                  | 0                  |               |               |               |               |             |             |             |             | 30       | 0      | 7           | 1          |
| W. Sælid Sell       | 26          | 1           | 1           | 0           | 4                  | 0                  | 0                  | 0                  |               |               |               |               |             |             |             |             | 30       | 1      | 1           | 0          |
| A. Sagbakken        | 1           | 0           | 0           | 0           | 0                  | 0                  | 0                  | 0                  |               |               |               |               |             |             |             |             | 1        | 0      | 0           | 0          |
| E. Sagbakken        | 0           | 0           | 0           | 0           | 0                  | 0                  | 0                  | 0                  |               |               |               |               |             |             |             |             | 0        | 0      | 0           | 0          |
| A. Scriven          | 9           | 2           | 1           | 0           | 3                  | 0                  | 0                  | 0                  |               |               |               |               |             |             |             |             | 12       | 2      | 1           | 0          |
| S. Semb Aasmundsen  | 29          | 3           | 5           | 0           | 4                  | 2                  | 1                  | 0                  |               |               |               |               |             |             |             |             | 33       | 5      | 6           | 0          |
| P. Silfwer          | 15          | 0           | 2           | 0           | 1                  | 0                  | 0                  | 0                  |               |               |               |               |             |             |             |             | 16       | 0      | 2           | 0          |
| S. Solholm Johansen | 29          | 5           | 5           | 0           | 5                  | 3                  | 0                  | 0                  |               |               |               |               |             |             |             |             | 34       | 8      | 5           | 0          |
| P. Steiring         | 2           | 0           | 0           | 0           | 0                  | 0                  | 0                  | 0                  |               |               |               |               |             |             |             |             | 2        | 0      | 0           | 0          |
| D. Þórhallsson      | 1           | 0           | 0           | 0           | 4                  | 0                  | 0                  | 0                  |               |               |               |               |             |             |             |             | 5        | 0      | 0           | 0          |
| J Vieira            | 0           | 0           | 0           | 0           | 0                  | 0                  | 0                  | 0                  |               |               |               |               |             |             |             |             | 0        | 0      | 0           | 0          |